# Jarosław Podsiadło
Jarosław Podsiadło – polski kierowca wyścigowy.

## Biografia
W WSMP zadebiutował w 1981 roku, ścigając się Polskim Fiatem 126p. W sezonie 1983 Podsiadło zmienił samochód na Promota Polonię I. W 1986 roku rozpoczął korzystanie z Promota II, którym zajął czwarte miejsce w klasie 7. Rok później wygrał wyścig na torze Těrlický okruh w Hawierzowie, a w klasyfikacji końcowej Formuły Polonia był drugi. W sezonie 1988 ponownie zdobył wicemistrzostwo Formuły Polonia, uzyskując identyczną liczbę punktów, co mistrz Krzysztof Godwod. W sezonie 1989 rozpoczął rywalizację w Formule Easter, a w roku 1990 zadebiutował w Pucharze Pokoju i Przyjaźni. W roku 1992, uczestnicząc Estonią 21, wygrał trzy wyścigi i zdobył mistrzostwo Polskiej Formuły Easter. W sezonie 1994 rozpoczął rywalizację Estonią 25.

## Wyniki
| Legenda oznaczeń w tabelach wyników Wyświetl szablon na nowej stronie | Legenda oznaczeń w tabelach wyników Wyświetl szablon na nowej stronie                                                                     |
| Oznaczenie                                                            | Wyjaśnienie |
| --------------------------------------------------------------------- | --- |
| Złoty                                                                 | Zwycięzca lub mistrzostwo |
| Srebrny                                                               | 2. miejsce lub wicemistrzostwo |
| Brązowy                                                               | 3. miejsce lub II wicemistrzostwo |
| Zielony                                                               | Ukończył, punktował (w klasyfikacji generalnej, gdy zdobył co najmniej jeden punkt na przestrzeni sezonu, poza trzema powyższymi opcjami) |
| Niebieski                                                             | Ukończył, nie punktował (w klasyfikacji generalnej, gdy nie zdobył co najmniej jednego punktu na przestrzeni sezonu)                      |
| Czerwony                                                              | Nie zakwalifikował się (NZ) |
| Czerwony                                                              | Nie prekwalifikował się (NPK) |
| Różowy                                                                | Nie ukończył (NU) |
| Różowy                                                                | Niesklasyfikowany (NS) (w klasyfikacji generalnej, gdy nie został sklasyfikowany w żadnym wyścigu sezonu)                                 |
| Czarny                                                                | Zdyskwalifikowany (DK) |
| Czarny                                                                | Wykluczony (WYK/EX) |
| Biały                                                                 | Nie wystartował (NW) |
| Biały                                                                 | Kontuzjowany (K/INJ) |
| Biały                                                                 | Wyścig odwołany (OD/C) |
| Bez koloru                                                            | Został wycofany (WYC/WD) |
| Bez koloru                                                            | Nie przybył (NP/DNA) |
| Bez koloru                                                            | Nie brał udziału w treningach (NT/DNP) |
| Bez koloru                                                            | Nie został zgłoszony (–) |
| Pogrubienie                                                           | Start z pole position |
| Kursywa                                                               | Najszybsze okrążenie wyścigu |
| †                                                                     | Nie ukończył, ale jego rezultat został zaliczony ze względu na przejechanie więcej niż 90% dystansu wyścigu.                              |
| *                                                                     | Sezon w trakcie |
| 1/2/3                                                                 | Punktowana pozycja w sprincie kwalifikacyjnym                                                                                             |
| Lista systemów punktacji Formuły 1                                    | |

### Puchar Pokoju i Przyjaźni
| Rok  | Samochód | Silnik | Wyniki w poszczególnych eliminacjach | Wyniki w poszczególnych eliminacjach | Wyniki w poszczególnych eliminacjach | Wyniki w poszczególnych eliminacjach | Pkt. | Msc. |
| ---- | -------- | ------ | ------------------------------------ | ------------------------------------ | ------------------------------------ | ------------------------------------ | ---- | ---- |
| 1990 |          |        | Polska                               | Czechosłowacja                       |                                      |                                      | 0    | NS   |
| 1990 |          |        | NU                                   | ?                                    | ?                                    | -                                    | 0    | NS   |

### Polska Formuła 3
| Rok  | Zespół                 | Samochód   | Silnik | Wyniki w poszczególnych eliminacjach | Wyniki w poszczególnych eliminacjach | Wyniki w poszczególnych eliminacjach | Wyniki w poszczególnych eliminacjach | Wyniki w poszczególnych eliminacjach | Wyniki w poszczególnych eliminacjach | Wyniki w poszczególnych eliminacjach | Wyniki w poszczególnych eliminacjach | Wyniki w poszczególnych eliminacjach | Wyniki w poszczególnych eliminacjach | Pkt. | Msc. |
| ---- | ---------------------- | ---------- | ------ | ------------------------------------ | ------------------------------------ | ------------------------------------ | ------------------------------------ | ------------------------------------ | ------------------------------------ | ------------------------------------ | ------------------------------------ | ------------------------------------ | ------------------------------------ | ---- | ---- |
| 1996 |                        |            |        | Polska                               | Polska                               | Polska                               | Polska                               | Polska                               | Polska                               |                                      |                                      |                                      |                                      | 6    | 14   |
| 1996 | Automobilklub Kielecki | Estonia    |        | -                                    | -                                    | -                                    | -                                    | -                                    | 6                                    |                                      |                                      |                                      |                                      | 6    | 14   |
| 1998 |                        |            |        | Polska                               | Polska                               | Polska                               | Polska                               | Polska                               | Polska                               | Polska                               | Polska                               | Polska                               | Polska                               | 24   | 23   |
| 1998 | Automobilklub Kielecki | Estonia 21 | Łada   | NU                                   | 13                                   | -                                    | -                                    | 15                                   | 12                                   | -                                    | -                                    | -                                    | NU                                   | 24   | 23   |
| 1999 |                        |            |        | Polska                               | Polska                               | Polska                               | Polska                               | Polska                               | Polska                               | Polska                               |                                      |                                      |                                      | 0    | NS   |
| 1999 | Automobilklub Kielecki | Estonia    |        | -                                    | -                                    | 11                                   | -                                    | -                                    | 14                                   | -                                    |                                      |                                      |                                      | 0    | NS   |